# دارای اسلحه - آماده سفر
دارای اسلحه - آمادهٔ سفر (انگلیسی: Have Gun – Will Travel) نام یک مجموعهٔ تلویزیونی وسترن آمریکایی است که از سال ۱۹۵۷ تا ۱۹۶۳ میلادی، ساعت ۹:۳۰ شب از شبکهٔ سی‌بی‌اس به روی آنتن رفت.: 590 : 363 
این مجموعهٔ تلویزیونی، در ۴ فصل نخست پخش خودِ در رتبه‌بندی نیلسن، در ردهٔ سوم یا چهارم قرار داشت و یکی از معدود تولیدات تلویزیونی است که یک نسخهٔ رادیویی موفق هم از روی آن ساخته شد.
شخصیت اصلی مجموعه تلویزیونی مردی با نامِ مستعار «پالادین» است که لقبش را از گروهی از بهترین شوالیه‌های شارلمانی اقتباس کرده و خودش هفت‌تیرکشی نجیب، مُتشخص و ماهر است. شغل او آن است که در سرتاسر کشور آمریکا سفر کرده و در ازای دریافت پول از مردم عادی، مشکلات آنان را حل می‌کند. پالادین از کسانی که وُسعِ مالی خوبی دارند، معمولاً ۱۰۰۰ دلار دریافت می‌دارد، اما برای مردمِ بی‌بضاعت و فقیر، مجانی کار می‌کند.
این مجموعه تلویزیونی، در سال‌های ۱۳۵۲ تا ۱۳۵۳ خورشیدی، با عنوان «پالادین» و با دوبلهٔ فارسی، از تلویزیون ملی ایران پخش شد.

## فهرست قسمت‌ها
| فصل | قسمت‌ها | قسمت‌ها | تاریخ اصلی روی آنتن رفتن | تاریخ اصلی روی آنتن رفتن | رتبه | میانگین تعداد بینندگان (به میلیون) |
| فصل | قسمت‌ها | قسمت‌ها | اولین بار                | آخرین بار                | رتبه | میانگین تعداد بینندگان (به میلیون) |
| --- | ------ | ------ | ------------------------ | ------------------------ | ---- | ---------------------------------- |
| ۱   | ۳۹     | ۳۹     | ۱۴ سپتامبر ۱۹۵۷          | ۱۴ ژوئن ۱۹۵۸             | ۴    | ۱۴٫۱                               |
| ۲   | ۳۹     | ۳۹     | ۱۳ سپتامبر ۱۹۵۸          | ۲۰ ژوئن ۱۹۵۹             | ۳    | ۱۵٫۱                               |
| ۳   | ۳۹     | ۳۹     | ۱۲ سپتامبر ۱۹۵۹          | ۱۸ ژوئن ۱۹۶۰             | ۳    | ۱۵٫۹                               |
| ۴   | ۳۸     | ۳۸     | ۱۰ سپتامبر ۱۹۶۰          | ۱۰ ژوئن ۱۹۶۱             | ۳    | ۱۴٫۶                               |
| ۵   | ۳۸     | ۳۸     | ۱۶ سپتامبر ۱۹۶۱          | ۲ ژوئن ۱۹۶۲              | ۲۹   | ۱۰٫۸                               |
| ۶   | ۳۲     | ۳۲     | ۱۵ سپتامبر ۱۹۶۲          | ۲۰ آوریل ۱۹۶۳            | ۲۹   | ۱۰٫۵                               |